# Serra de Sant Bernabé
La Serra de Sant Bernabé és una serra situada al municipi de Vilallonga de Ter a la comarca del Ripollès, amb una elevació màxima de 1.911 metres.